# Rolls-Royce Phantom VI
O Rolls-Royce Phantom VI foi uma limusine britânica fabricada pela Rolls-Royce entre 1968 e 1990. Foram produzidos 374 Phantom VI, dos quais menos de 40 foram fabricados na última década de produção.
O exterior é quase idêntico ao do Phantom V reestilizado.

## Construção
A maior parte da carroceria foi criada pela Mulliner Park Ward, geralmente em formato de limusine, embora alguns landaulets tenham sido feitos.
O Phantom VI foi o último Rolls-Royce com chassi separado. Apresentava molas helicoidais na dianteira, molas de lâmina e eixo rígido na traseira, além de freios a tambor nas quatro rodas. O carro era movido por um motor V8 de 6.230 cc a 90 graus, com diâmetro de 104 mm e curso de 91,5 mm, com dois carburadores SU, acoplado a uma caixa de câmbio automática de 4 velocidades. A unidade única inicial foi logo substituída por unidades de ar-condicionado dianteiras e traseiras separadas. Em uma atualização de 1979, a cilindrada do motor foi aumentada para 6.750 cc, e uma caixa de câmbio automática de 3 velocidades com conversor de torque foi inserida no lugar.
Em 1990, os últimos chassis do Rolls-Royce Phantom VI foram construídos. No entanto, como a conclusão da carroceria pela Mulliner Park Ward levou cerca de 18 meses, os últimos carros foram fabricados nos dois anos seguintes.
O design de um Phantom VII baseado na carroceria do Silver Shadow foi discutido na década de 1970, mas os planos foram descartados. Nenhum protótipo foi construído. Um Rolls-Royce Phantom VII de produção foi lançado em 2003.

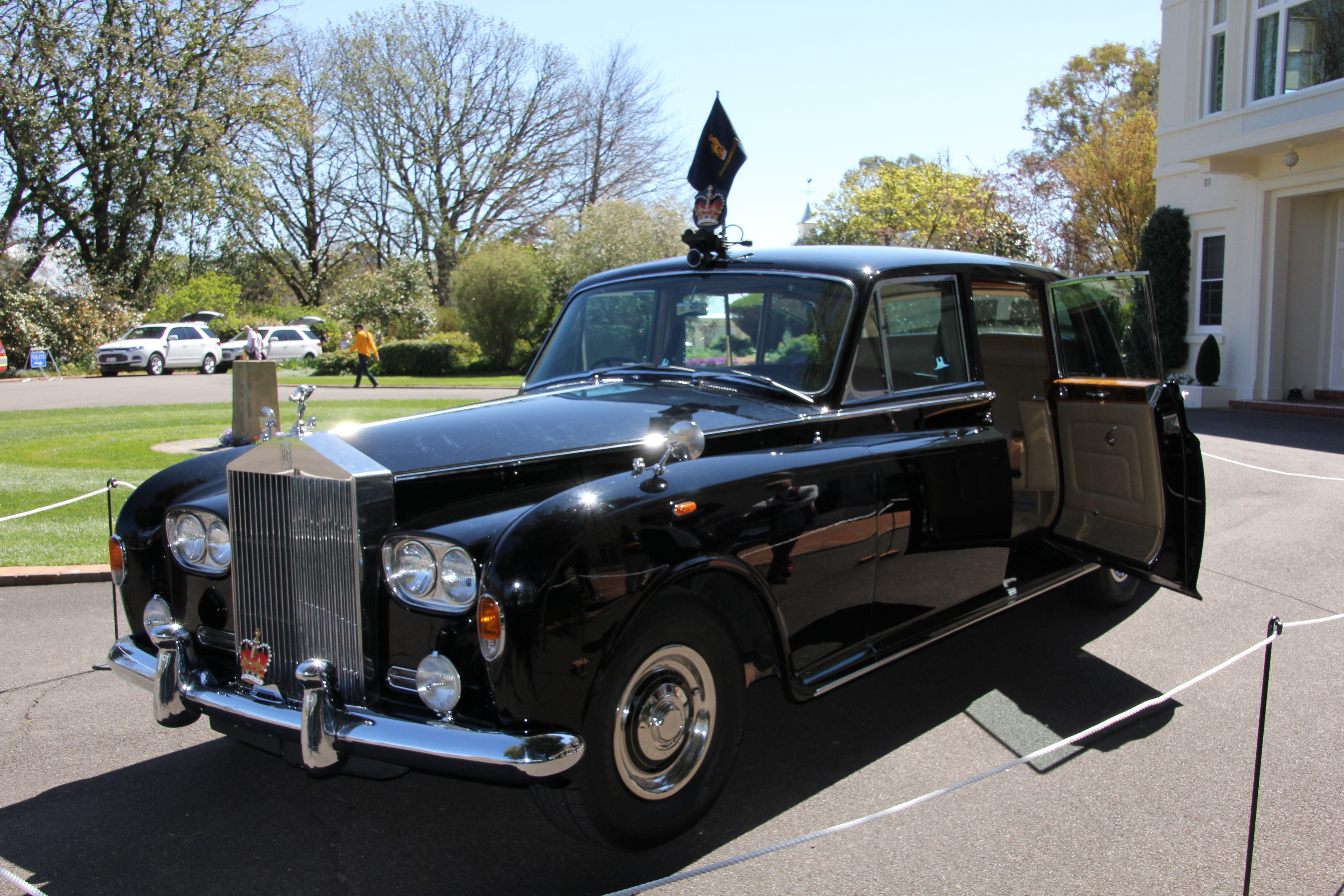
Rolls-Royce Phantom VI limusine 1970, o carro oficial usado em ocasiões cerimoniais para transportar o Governador-Geral da Austrália e chefes de estado visitantes
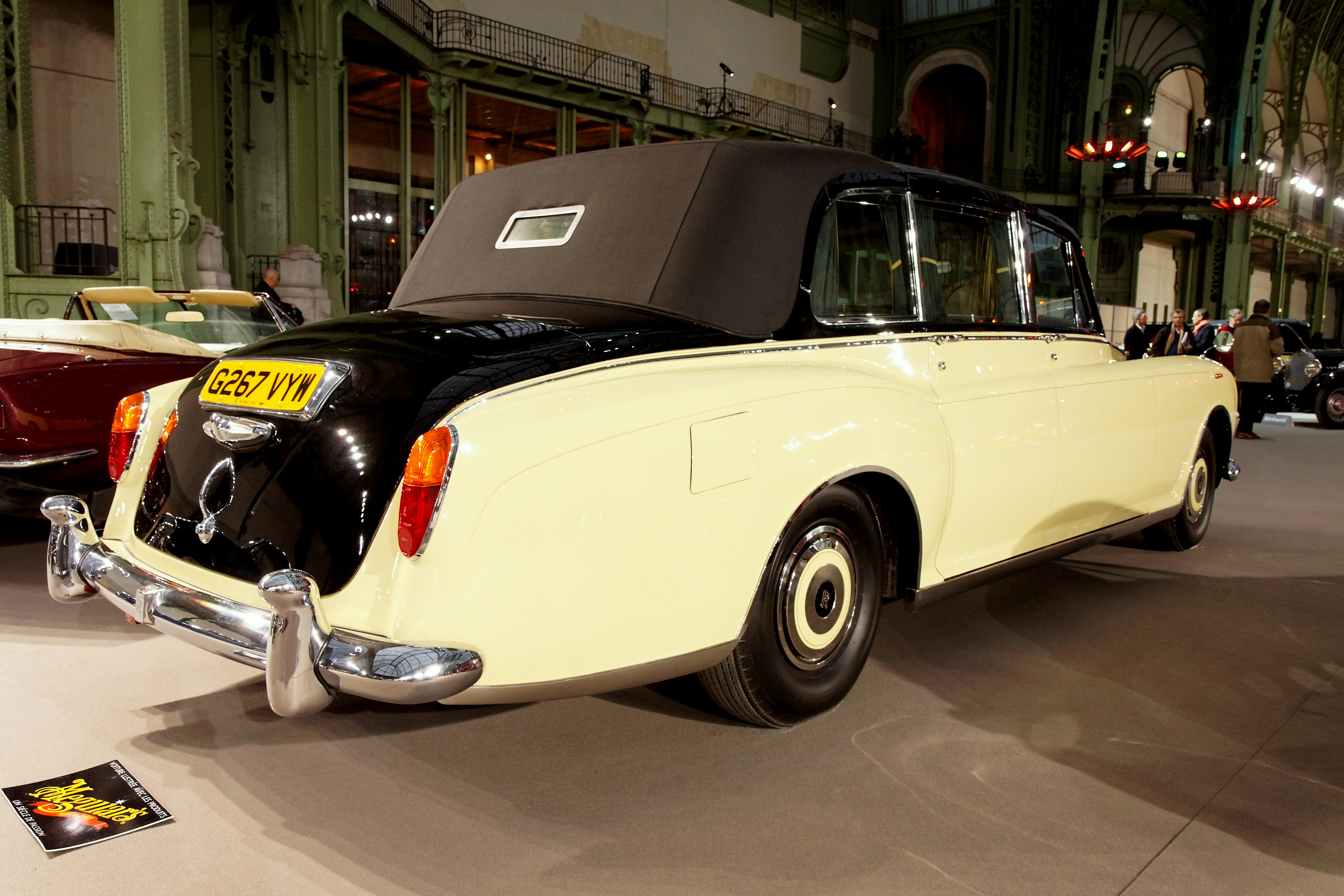
Landaulet 1990 pela Mulliner Park Ward
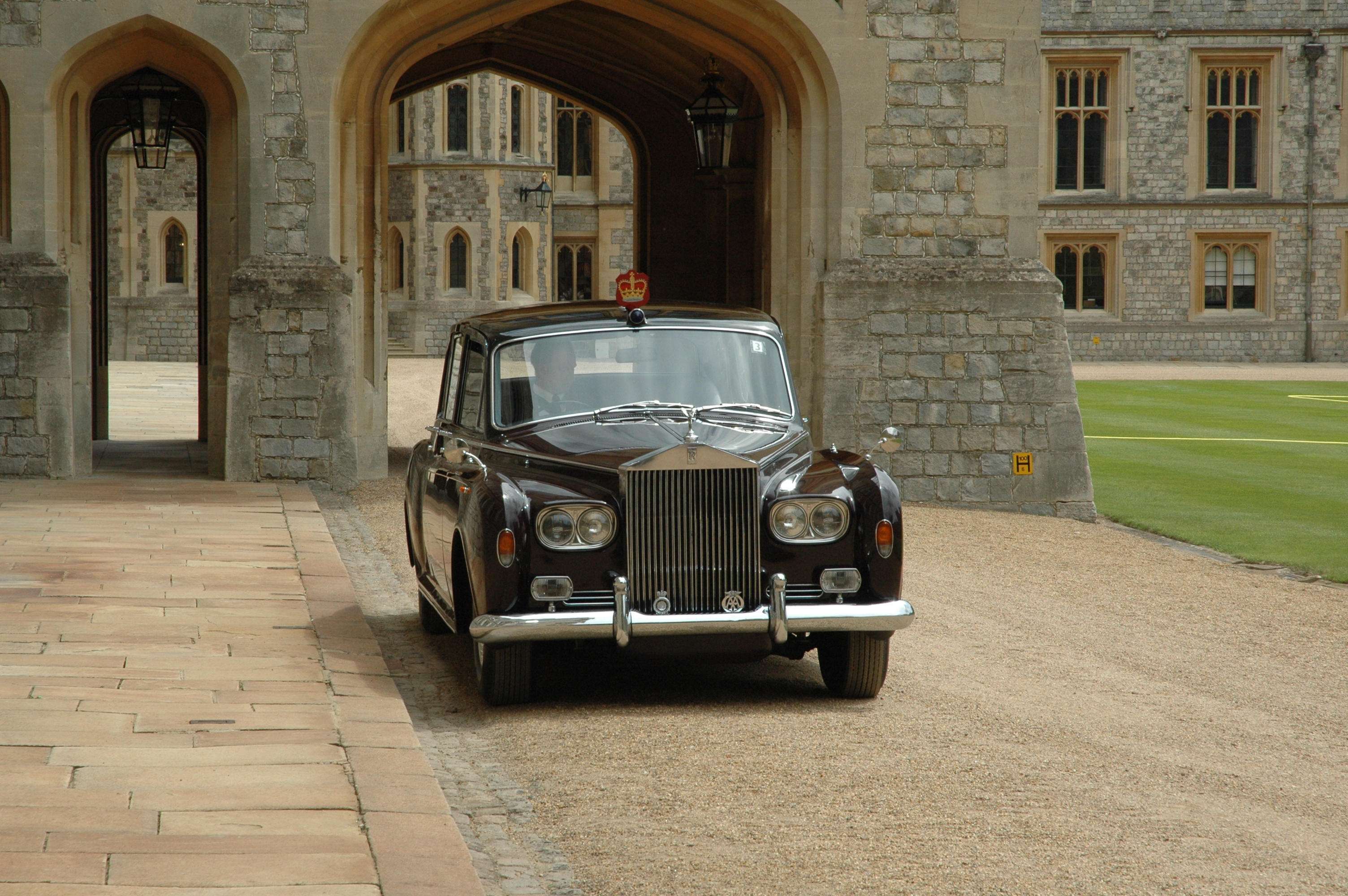
Phantom VI 1986 no Castelo de Windsor

## Proprietários notáveis
Até sua morte em 2022, Elizabeth II possuía dois Rolls-Royce Phantom VI – o Silver Jubilee Car de 1977 e um modelo mais convencional de 1986. Esses veículos foram os dois principais carros oficiais do estado até a introdução das duas limusines Bentley State Limousine em 2002.
Quando foi usado por Elizabeth II, o ornamento padrão do capô, Espírito do Êxtase, foi substituído por uma maquete de São Jorge matando o dragão.
Nataša Pirc Musar, presidente da Eslovênia, também possui um Phantom VI; ele pertenceu anteriormente à Princesa Alexandra, a Honorável Lady Ogilvy.

## Legado
Três outros modelos Phantom foram construídos entre 1995 e 1997, também por ordem do Sultão de Brunei. Este carro foi chamado de Rolls-Royce Cloudesque e às vezes chamado de Rolls-Royce Phantom VII. O exterior lembra uma limusine Phantom V alongada; o comprimento extra foi adicionado na coluna B. O porta-malas foi redesenhado, parecendo mais com o de um Silver Seraph. Os faróis foram projetados no estilo Silver Cloud III (mas com pálpebras cromadas), daí o nome Cloudesque.